# Belle Isle Park
Il Belle Isle Park (noto più semplicemente come Belle Isle) è un parco pubblico situato a Detroit nel Michigan, nei pressi del confine tra Stati Uniti e Canada.
Dal 1974 è incluso nel National Register of Historic Places.
Di proprietà della città di Detroit, viene gestito dal Dipartimento delle risorse naturali del Michigan attraverso un contratto di locazione di 30 anni stipulato nel 2013. Belle Isle Park è il più grande parco insulare cittadino degli Stati Uniti.
Il Belle Isle Park ospita al suo interno il Belle Isle Aquarium, il Belle Isle Conservatory, il Belle Isle Nature Center, la James Scott Memorial Fountain, il Dossin Great Lakes Museum, un campo da golf e una spiaggia balneabile di 800 m.

## Galleria d'immagini

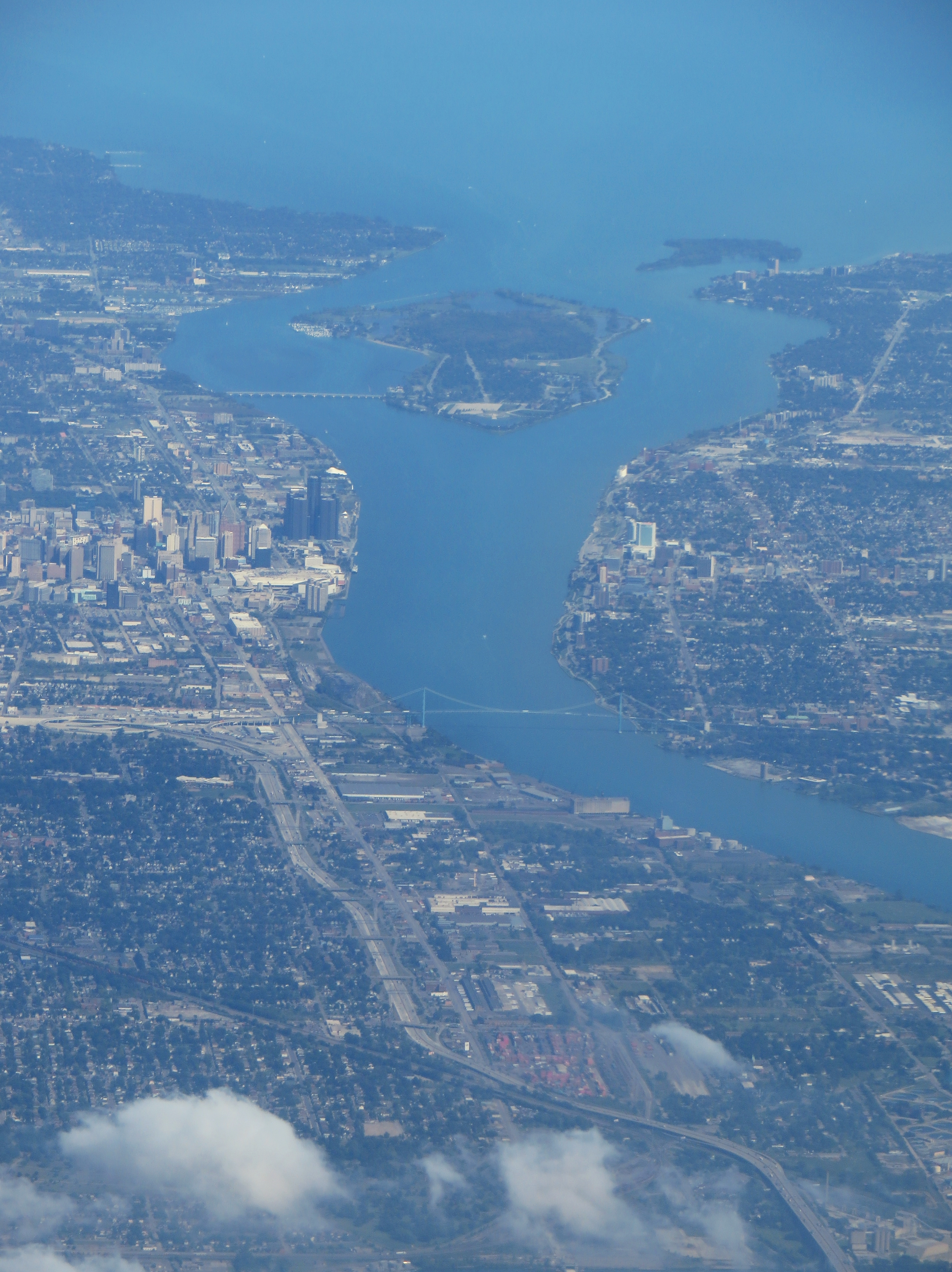
Belle Isle al centro del fiume Detroit
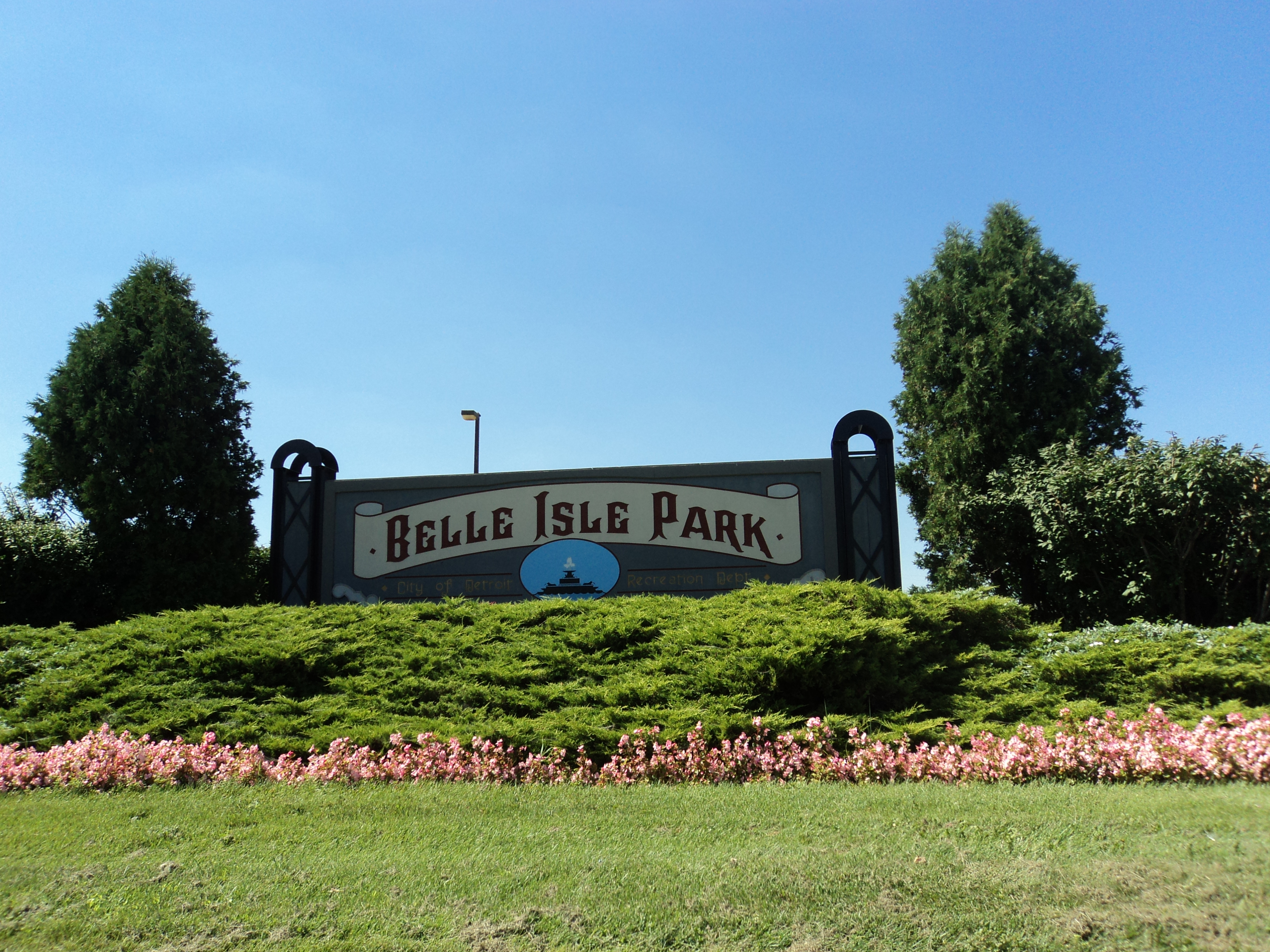
Entrata del parco
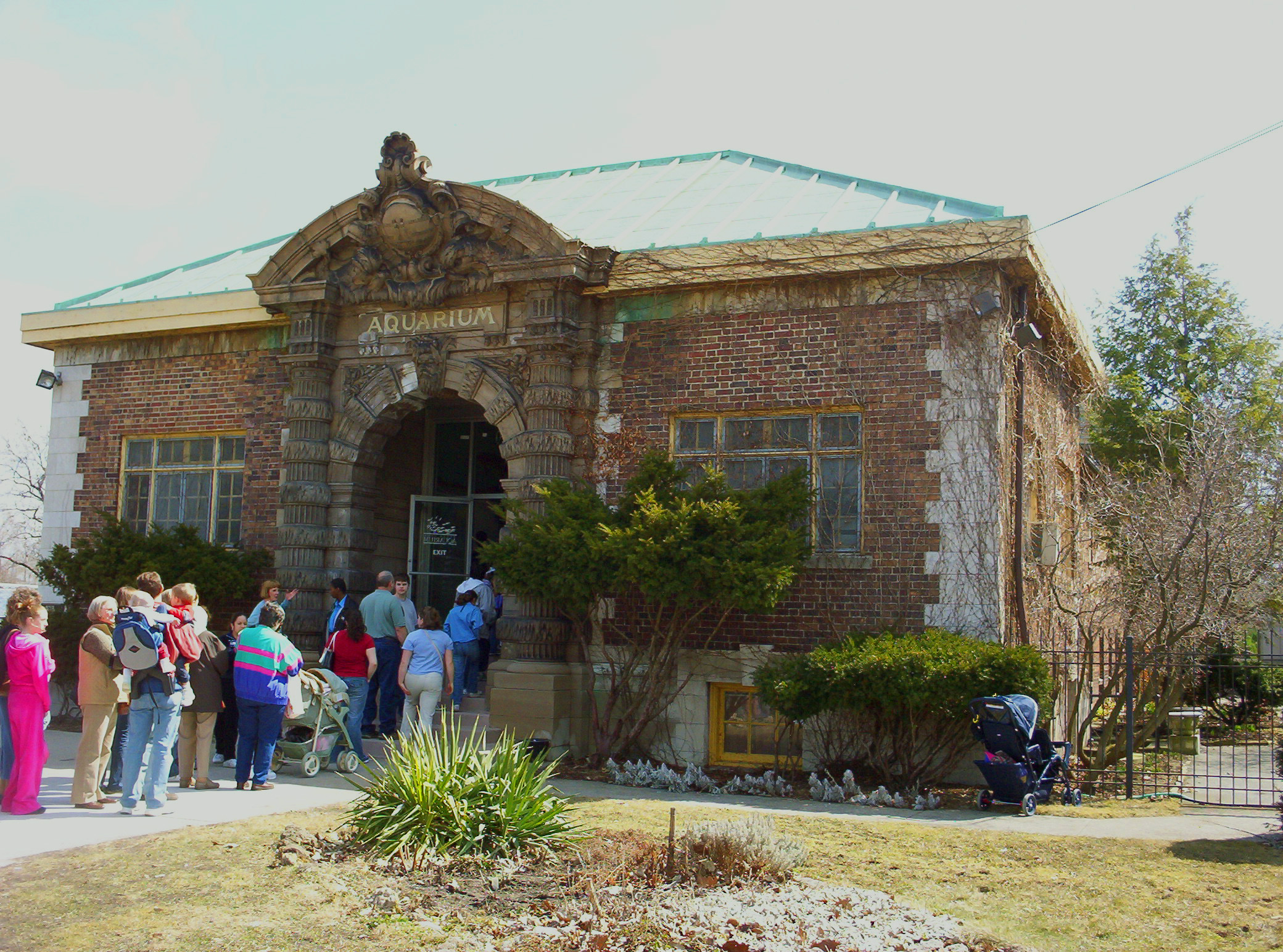
Belle Isle Aquarium
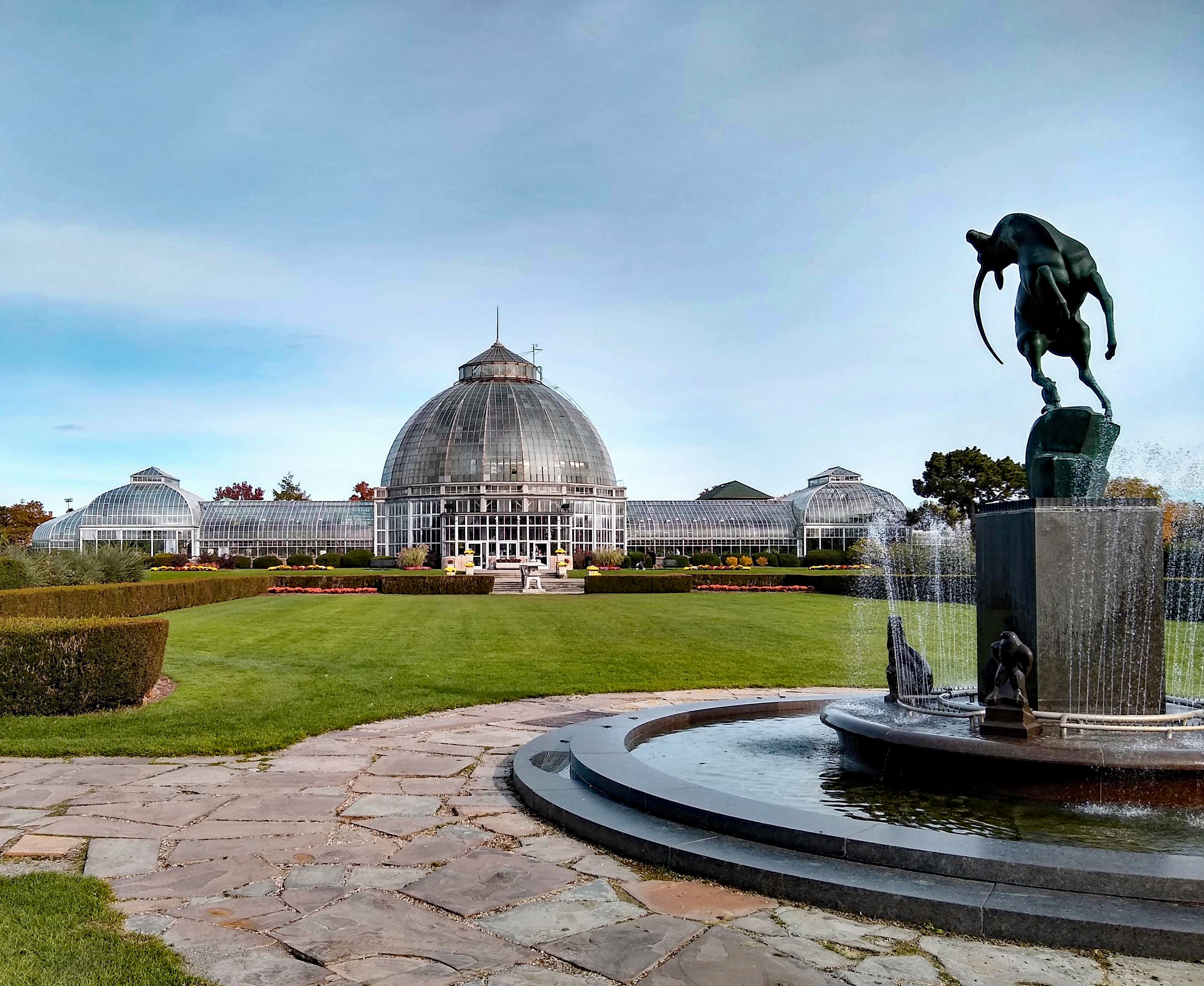
Belle Isle Conservatory
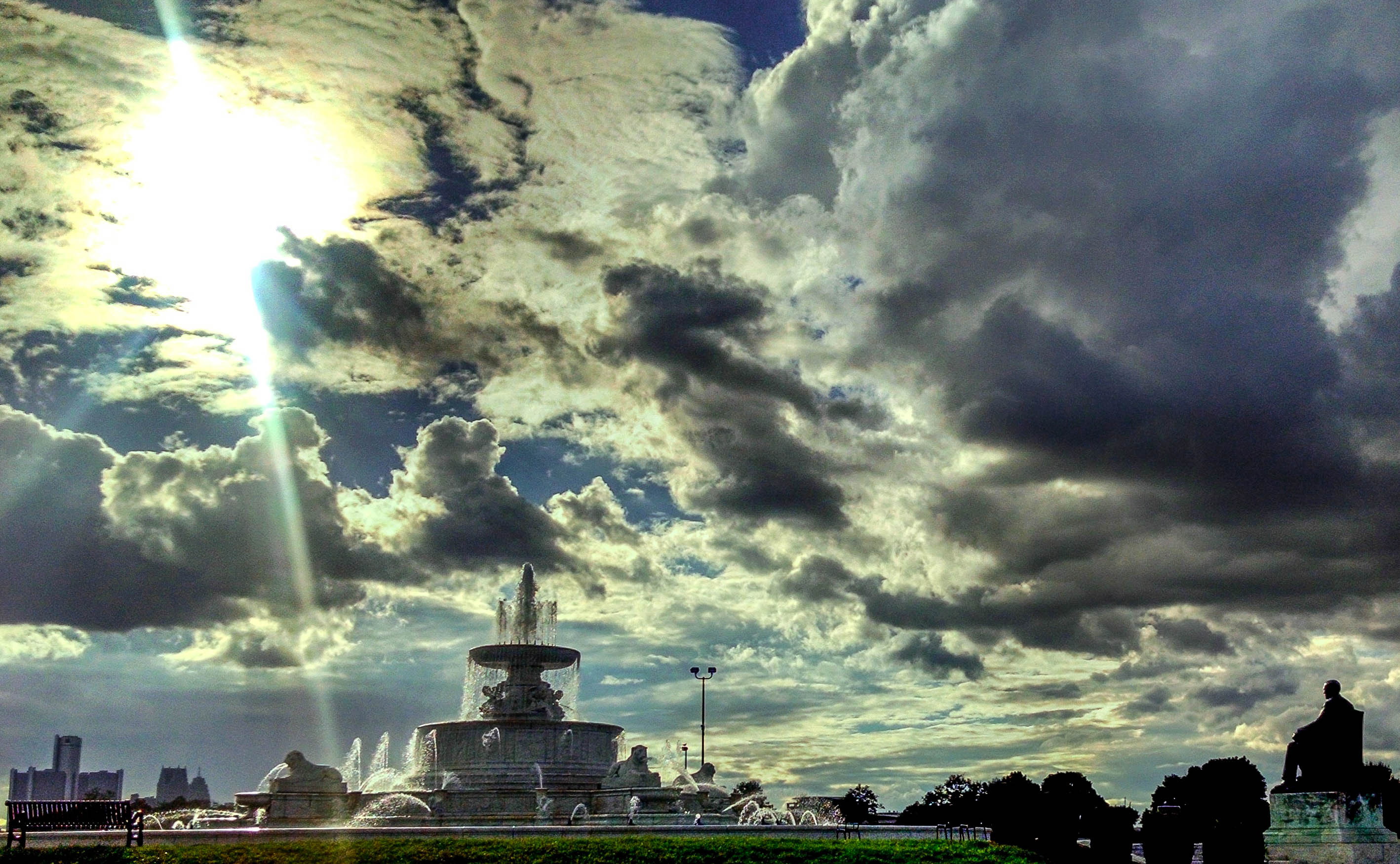
James Scott Memorial Fountain
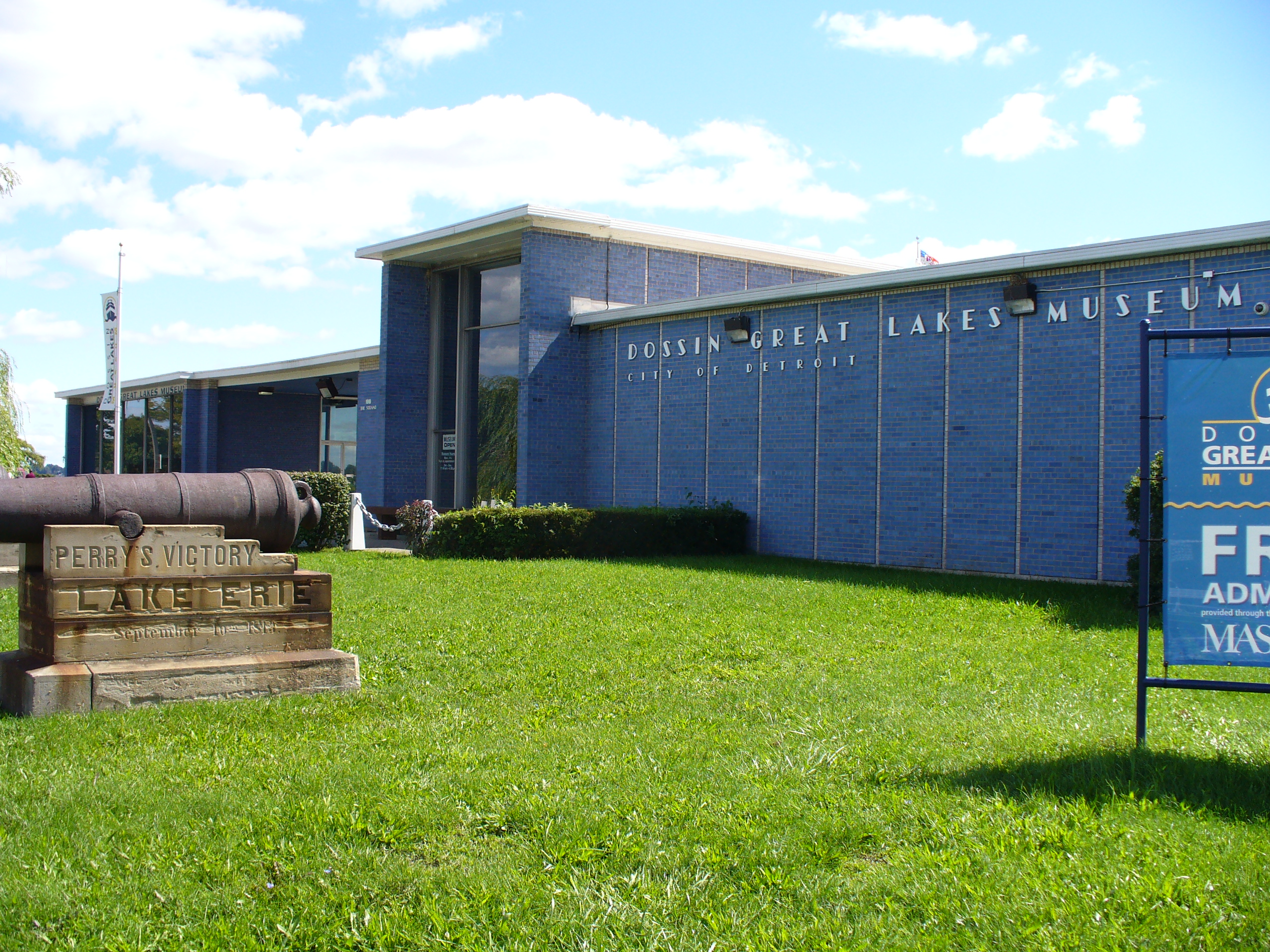
Dossin Great Lakes Museum
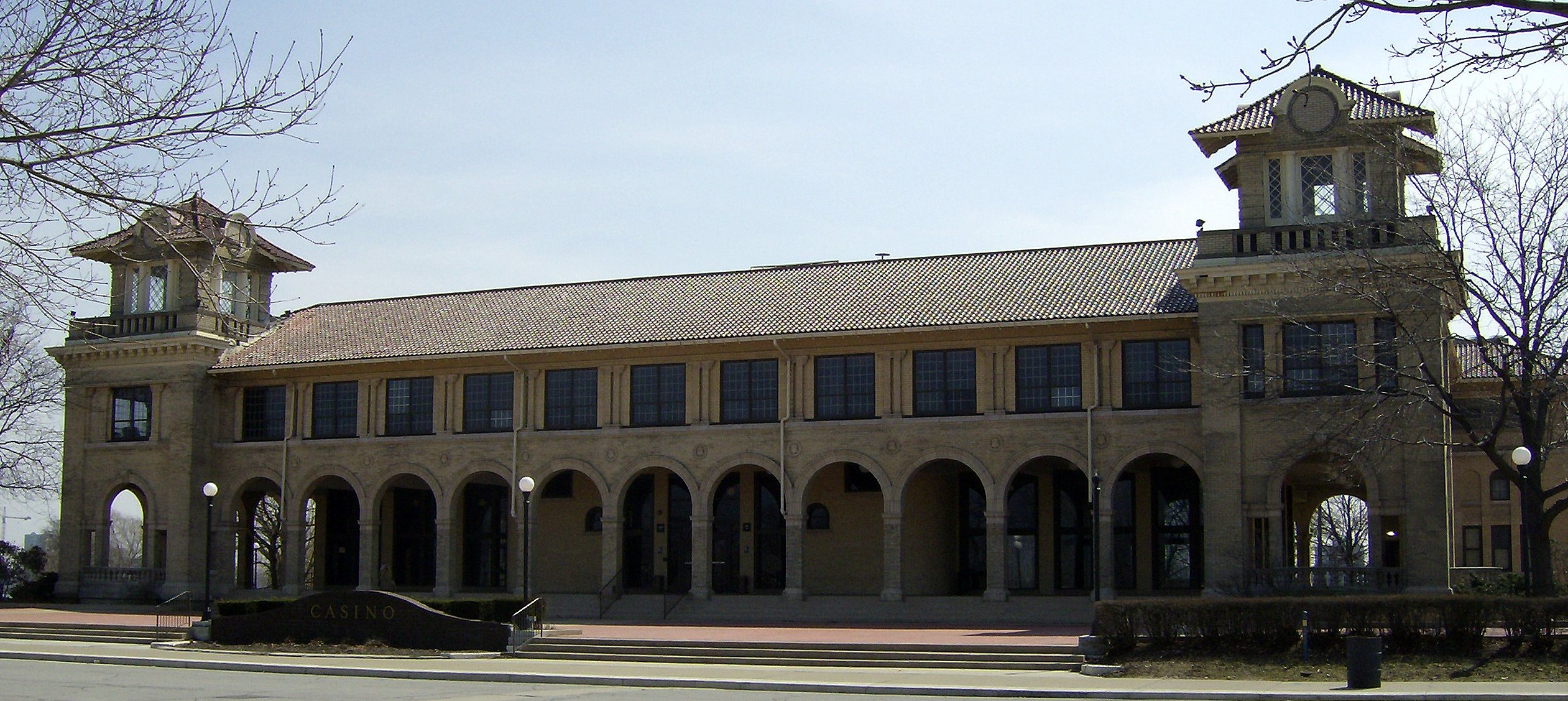
Belle Isle Casino
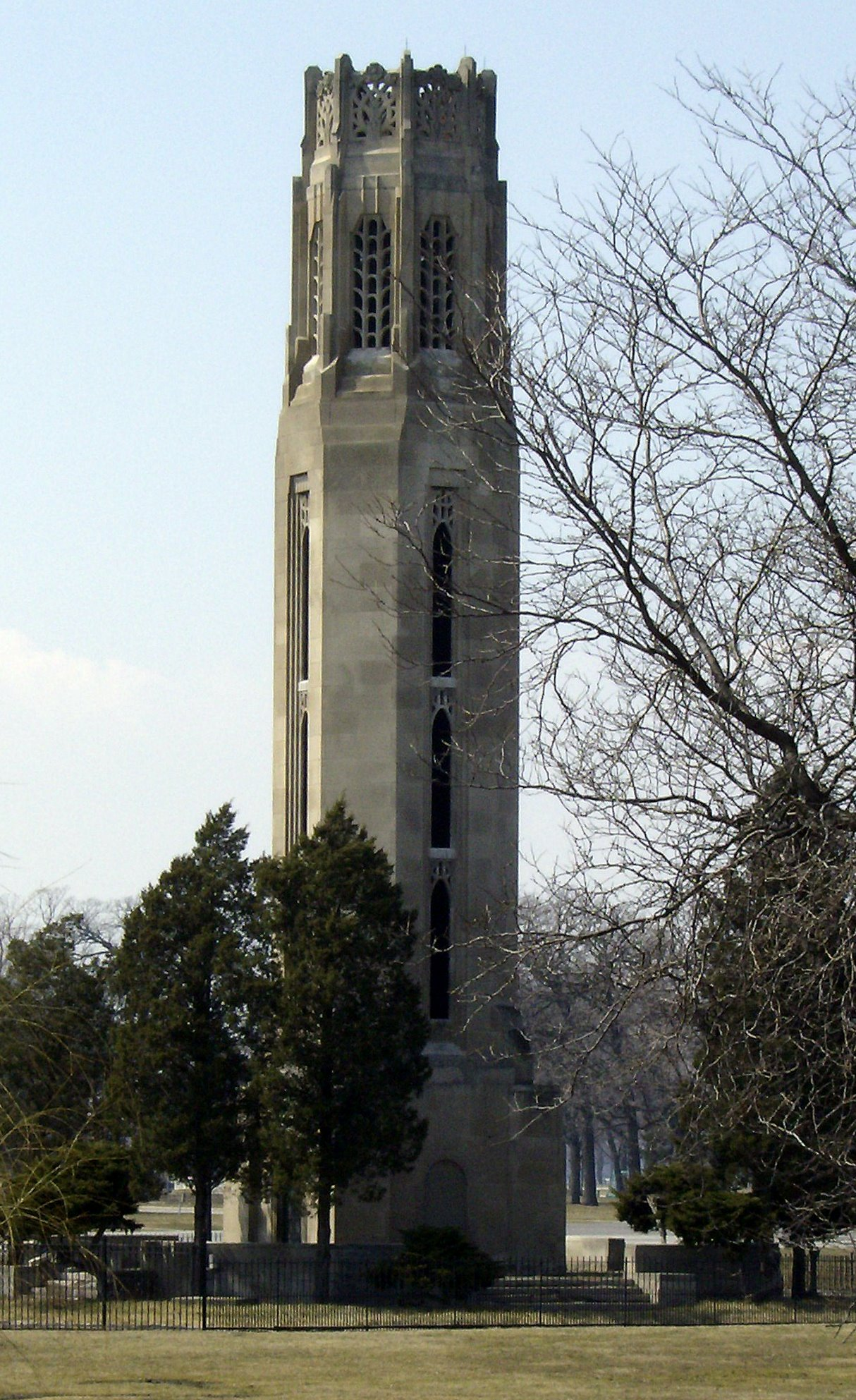
Nancy Brown Peace Carillon
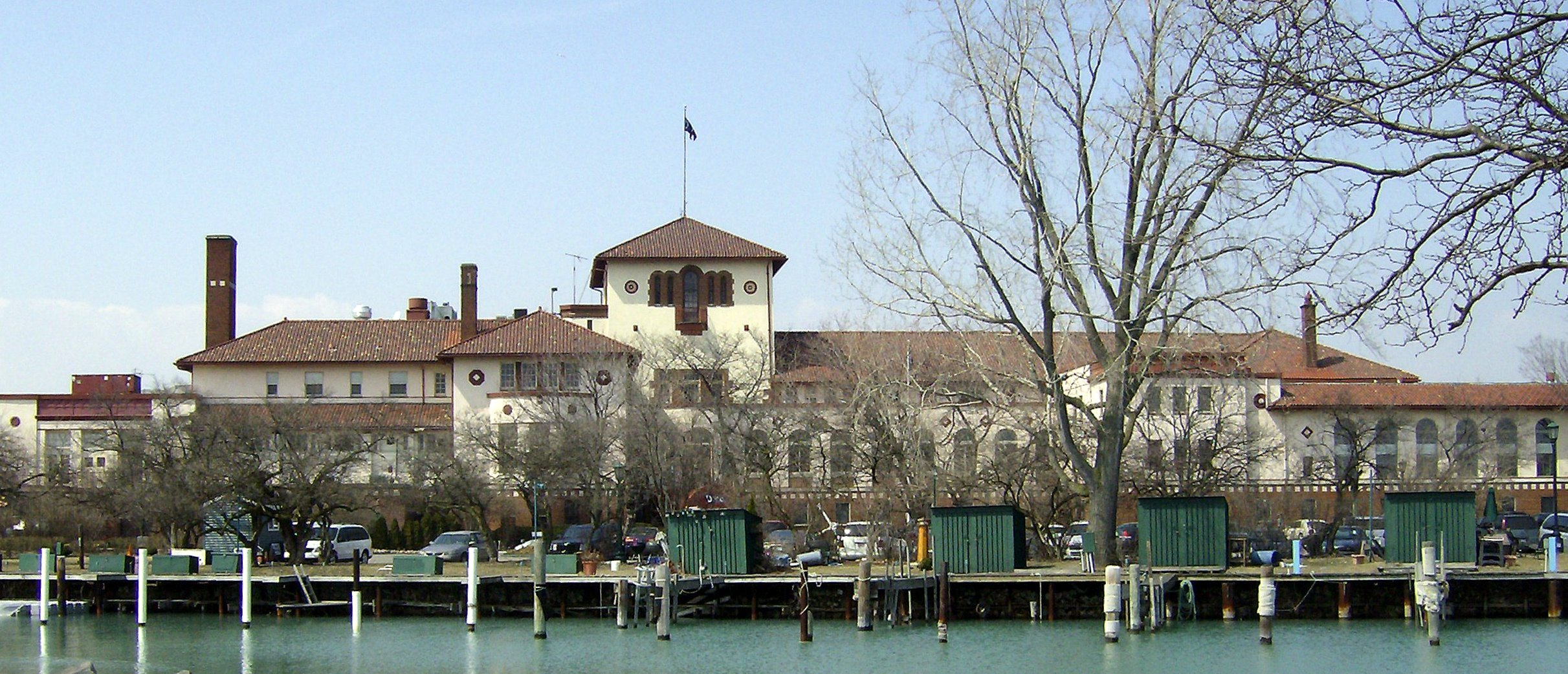
Detroit Yacht Club

## Circuito automobilistico
Nel 1992 sull'isola è stato allestito un circuito automobilistico temporaneo per le gare della CART, che fino al 1991 aveva corso nel centro di Detroit. Belle Isle ha ospitato dieci eventi, dal 1992 fino al 2001; in seguito vi hanno ripreso a correre dal 2007 la IndyCar Series e l'American Le Mans Series.
La gara prevista per il 2009 è stata annullata, principalmente a causa della crisi economica automobilistica e del suo impatto sull'area di Detroit, senza però escludere un ritorno in futuro.
Nel 2012 la gara è tornata a far parte del calendario della IndyCar, trasformandosi dal 2013 in un doppio appuntamento, con una gara il sabato e un'altra la domenica. I fine settimana di gara di solito prevedevano l'IndyCar e il campionato IMSA SportsCar.
La gara ha continuato a svolgersi ogni anno fino a giugno 2022, quando è stato annunciato che sarebbe tornata nel centro di Detroit dal 2023 in poi.

### Mappe del circuito

Il circuito di Belle Isle usato dalla CART dal 1992 al 1997 e dall'IndyCar dal 2007 al 2008 e nel 2012
La versione "lunga" del circuito di Belle Isle usata dalla CART dal 1998 al 2001 e dalla IndyCar dal 2013 al 2014
Configurazione del tracciato usata dal 2015 al 2022

### Galleria d'immagini

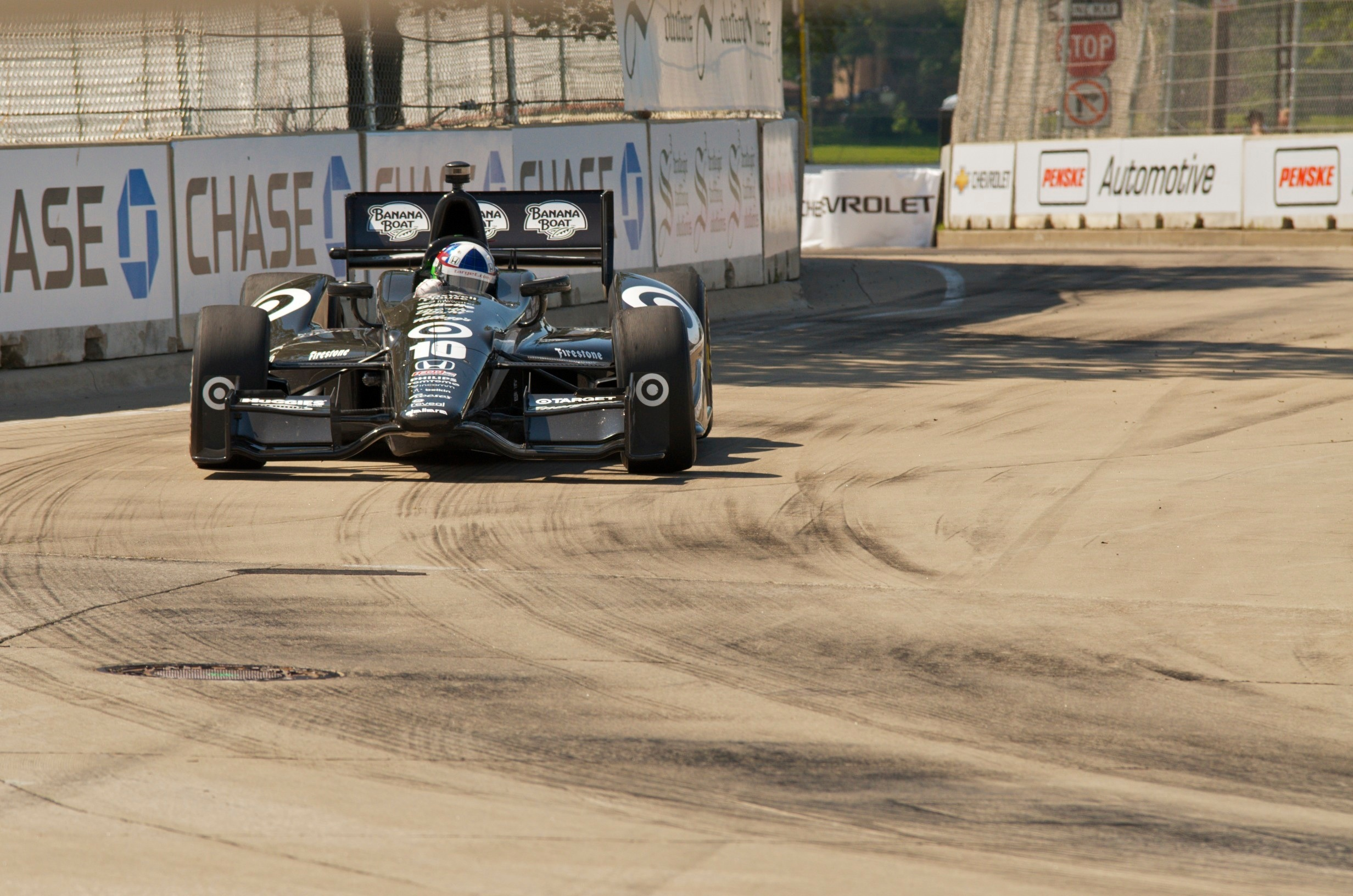
Dario Franchitti sul circuito di Belle Isle nel 2012
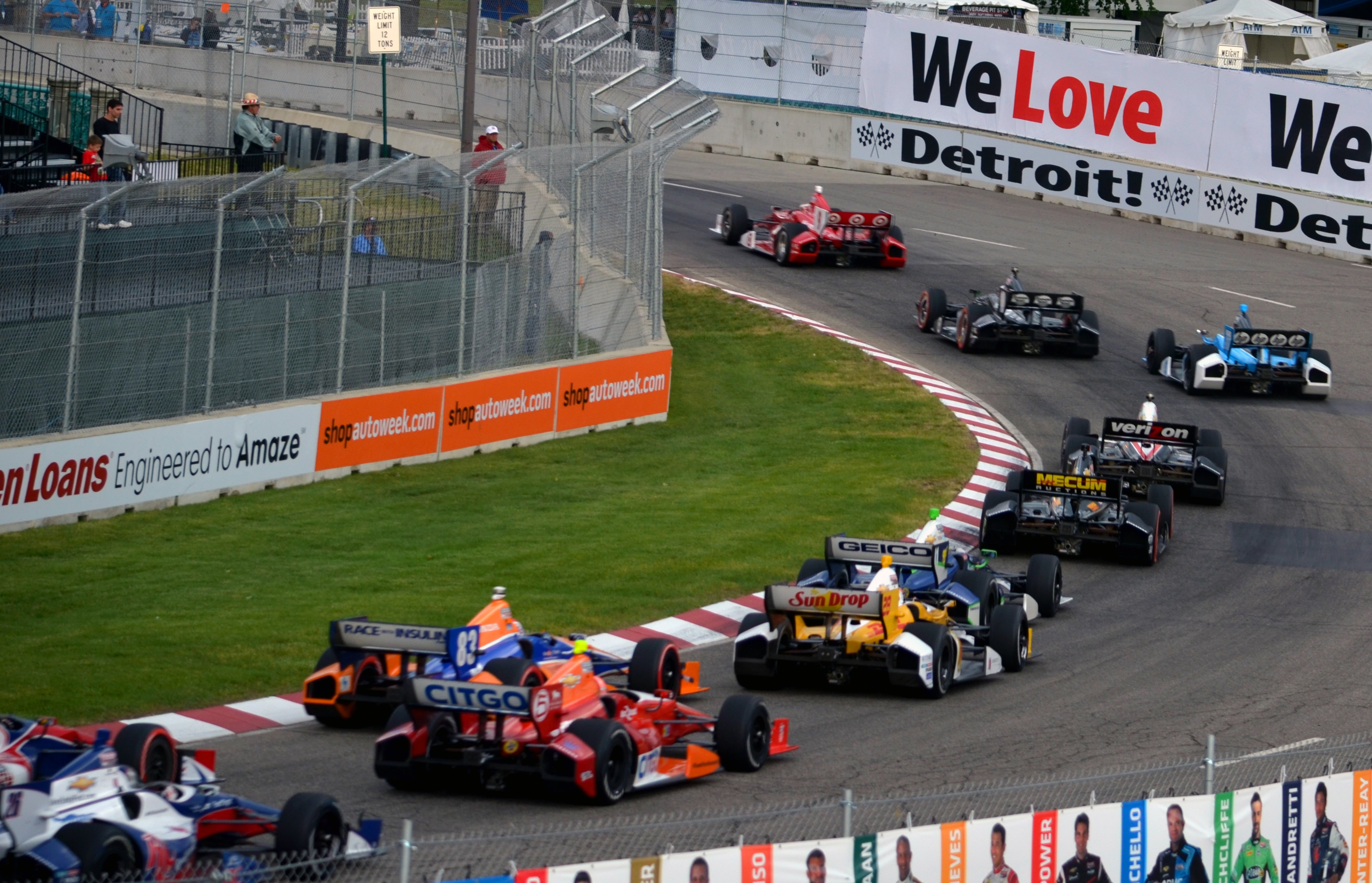
Scott Dixon guida il gruppo nella gara del 2012
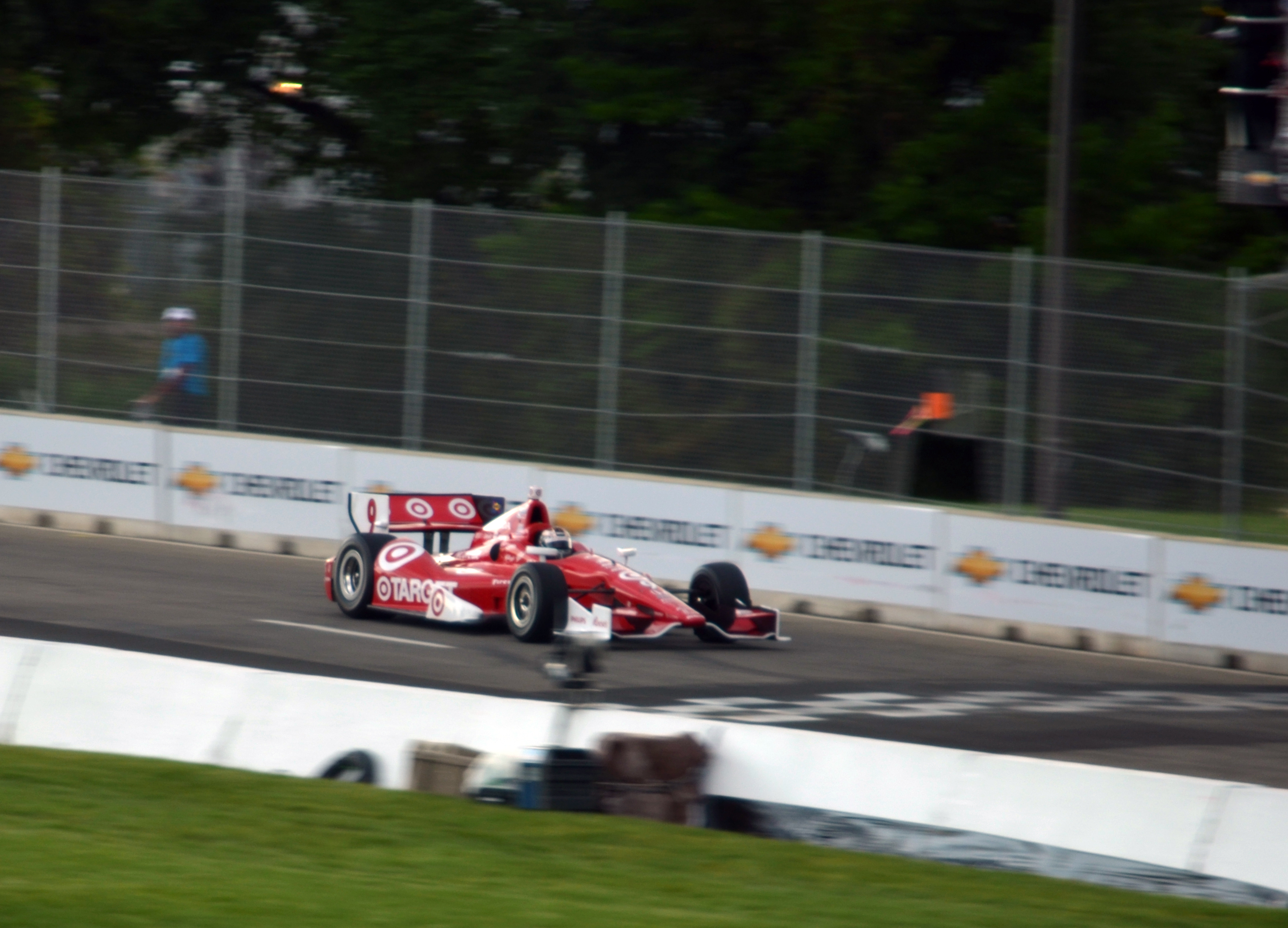
Scott Dixon taglia il traguardo da vincitore nel 2012
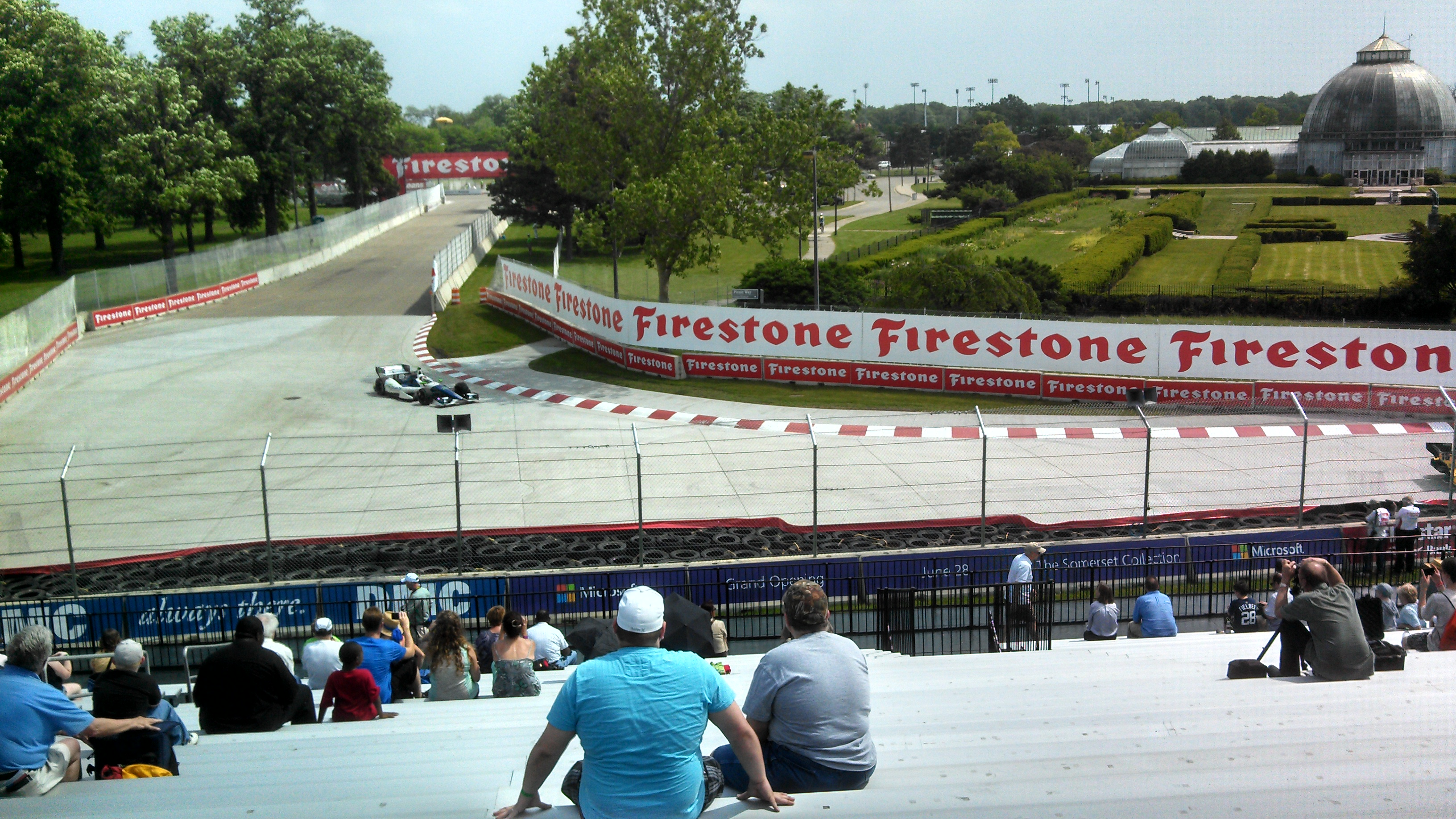
Simona de Silvestro in curva 5 nel 2013, con il Belle Isle Conservatory sullo sfondo
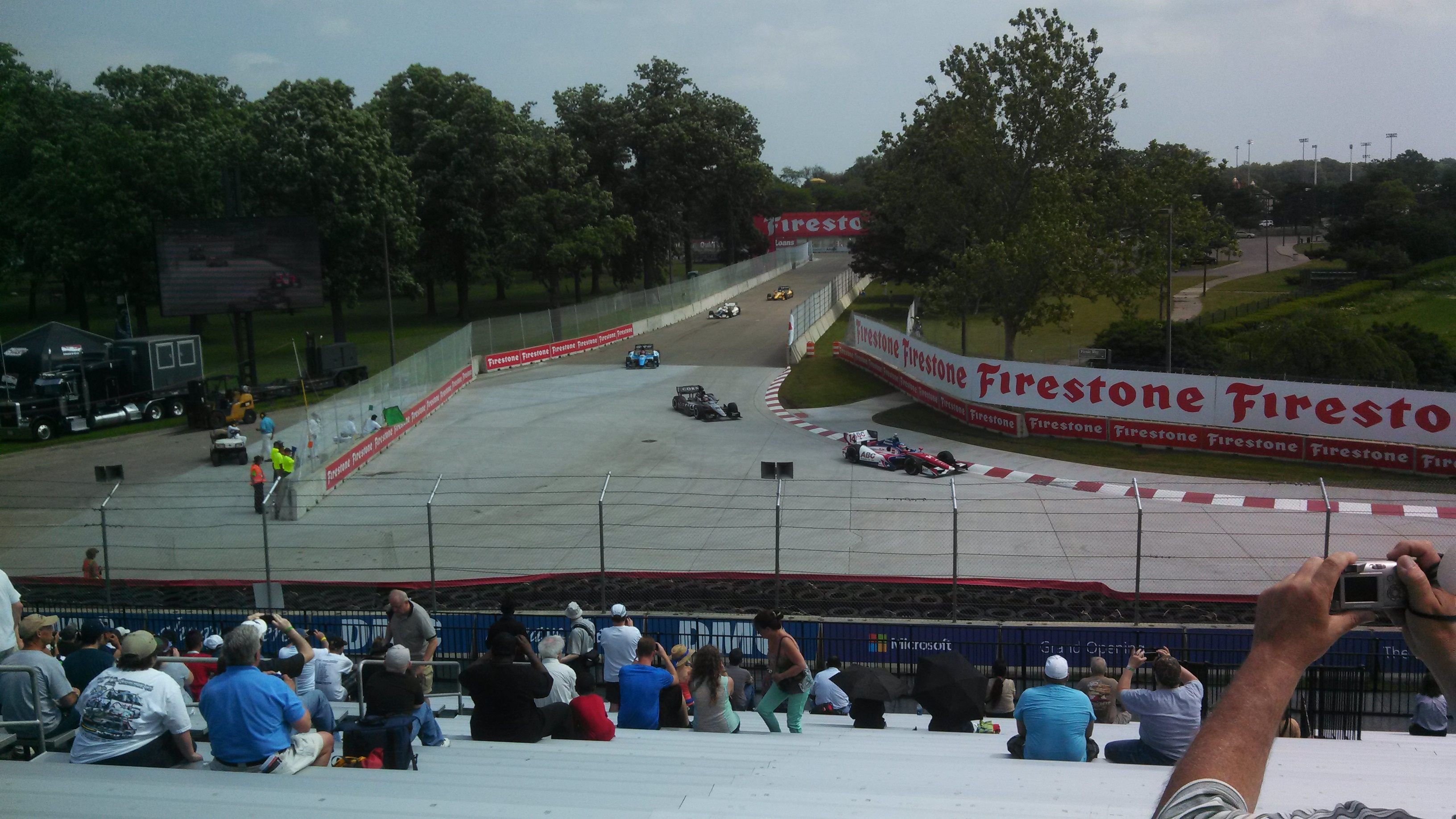
Takuma Satō, James Jakes, Simon Pagenaud, Simona de Silvestro e Graham Rahal nel 2013